# 蔵所町
蔵所町（くらしょちょう）は、愛知県瀬戸市陶原連区の町名。丁番を持たない単独町名である。

## 地理
- 瀬戸市中央部に位置する[8]。西を西蔵所町、北を栄町、東を末広町・南仲之切町、南を西本町と隣接している[8]。
- 陶磁器関係の工場や陶器店・各種小売店・住宅が混在している[8]。
- 2005年（平成17年）には東部にあった市民会館の後継施設として瀬戸蔵が開館した[9]。

### 河川
- 瀬戸川[8] ： 町の北端を西流している。

- 瀬戸川（蔵所町内）

### 学区
市立小・中学校に通う場合、学区は以下の通りとなる。また、公立高等学校普通科に通う場合の学区は以下の通りとなる。
| 番・番地等 | 小学校             | 中学校               | 高等学校 |
| ---------- | ------------------ | -------------------- | -------- |
| 全域       | 瀬戸市立陶原小学校 | 瀬戸市立水無瀬中学校 | 尾張学区 |

## 歴史

### 町名の由来
江戸時代に御蔵会所が設けられていたことにより名付けられたとされる。

### 沿革
- 1942年（昭和17年）1月9日 - 瀬戸市大字瀬戸字蔵所の一部により、同市蔵所町として成立[2]。

## 世帯数と人口
2025年（令和7年）1月1日現在の世帯数と人口は以下の通りである。
| 町丁   | 世帯数 | 人口 |
| ------ | ------ | ---- |
| 蔵所町 | 36世帯 | 74人 |

### 人口の変遷
国勢調査による人口の推移
| 1995年（平成7年）  | 142人 | [ 13 ] |  |
| 2000年（平成12年） | 113人 | [ 14 ] |  |
| 2005年（平成17年） | 97人  | [ 15 ] |  |
| 2010年（平成22年） | 80人  | [ 16 ] |  |
| 2015年（平成27年） | 84人  | [ 17 ] |  |
| 2020年（令和2年）  | 77人  | [ 18 ] |  |

### 世帯数の変遷
国勢調査による世帯数の推移。
| 1995年（平成7年）  | 47世帯 | [ 13 ] |  |
| 2000年（平成12年） | 45世帯 | [ 14 ] |  |
| 2005年（平成17年） | 35世帯 | [ 15 ] |  |
| 2010年（平成22年） | 31世帯 | [ 16 ] |  |
| 2015年（平成27年） | 33世帯 | [ 17 ] |  |
| 2020年（令和2年）  | 34世帯 | [ 18 ] |  |

## 交通

### 鉄道
町内に鉄道は走っていない。最寄り駅は名鉄瀬戸線尾張瀬戸駅になる。

### バス
名鉄バス「しなの線（瀬戸北線）」
- 【1】【1H】【2】【2H】【3】【4】新瀬戸駅 - 瀬戸駅前 - 古瀬戸 - しなのバスセンター - 上品野 系統

名鉄バス「本地ヶ原線」
- 【10】瀬戸駅前 - 古瀬戸 - 赤津 系統

名鉄バス「東山線」
- 【16】【16H】【17H】新瀬戸駅 - 瀬戸駅前 - 菱野団地（循環） - 瀬戸駅前 - 新瀬戸駅 系統
- 【18】瀬戸駅前 - 菱野団地 - 愛・地球博記念公園駅 系統

以上、3路線11系統共通 ： 記念橋バス停（瀬戸駅前方面乗り場）
- 記念橋バス停

### 道路
- 愛知県道207号定光寺山脇線 ： 町の北部を東西に通っている[注釈 3]。

## 施設
- 瀬戸蔵 ： 「産業観光」「市民交流」を支援する複合施設で、「せと・まるっとミュージアム」の拠点施設。瀬戸蔵ミュージアム、つばきホール、やきものショップ、会議室などがある[19]。
- 瀬戸製パン ： 1942年（昭和17年）に末広町商店街に創業した小売店「宝来パン」が始まり[20]。県学校給食パン米飯協会・尾張部会に所属し、瀬戸と尾張旭市の小中学校や保育園など給食用のパンとご飯を製造販売している[20]。
- ベトナム料理 PHO BAO VIET ： ベトナムを代表する料理、本格味麺料理のフォーやポピュラーな軽食バンミー、代表格チェーを主に用意している[21]。

- 瀬戸蔵
- 瀬戸蔵ミュージアム
- つばきホール
- 瀬戸蔵セラミックプラザ
（焼き物ショップ）
- 会議室
- 瀬戸製パン
- ベトナム料理 PHO BAO VIET

## その他

### 日本郵便
- 郵便番号 : 489-0813[6]（集配局：瀬戸郵便局[22]）。